# John Baptist Purcell
John Baptist Purcell (Mallow, 26 febbraio 1800 – Cincinnati, 4 luglio 1883) è stato un arcivescovo cattolico irlandese naturalizzato statunitense.
Fu vescovo di Cincinnati dal 1833 fino alla sua morte nel 1883, e fu elevato al grado di arcivescovo metropolita nel 1850. Ha ispirato il personaggio di Padre Ferrand, il parroco «irlandese di nascita, francese di stirpe» stabilitosi nell'Ohio, presente nel prologo del romanzo storico di Willa Cather, La morte viene per l'arcivescovo, che va a Roma per richiedere la nomina di un vescovo per il sud-ovest.

## Biografia
John Baptist Purcell nacque a Mallow, nella contea di Cork, in Irlanda, il 26 febbraio 1800, figlio di Edward e Johanna Purcell che diedero ai loro figli tutti i vantaggi dell'istruzione raggiungibile, in un momento in cui le leggi penali che discriminavano i cattolici venivano applicate meno rigorosamente. Purcell decise di cercare un'istruzione superiore negli Stati Uniti. Arrivato a Baltimora, nel Maryland, divenne insegnante all'Asbury College. Trascorse un anno dando lezioni come tutore privato in alcune delle famiglie di spicco di Baltimora. La sua ambizione, tuttavia, era di diventare un sacerdote. Il 20 giugno 1820 entrò nel seminario di Emmitsburg, nel Maryland. La sua conoscenza dei classici lo aiutò a prepararsi per il sacerdozio attraverso lo studio della filosofia, della teologia e di altri materie ecclesiastiche. Dopo tre anni di studi in seminario ricevette la tonsura e gli ordini minori dell'arcivescovo di Baltimora Ambrose Maréchal, alla fine del 1823. Il 1º marzo 1824, in compagnia di Simon Gabriel Bruté, uno dei professori del seminario, in seguito primo vescovo di Vincennes, salpò per l'Europa per completare i suoi studi nei seminari sulpiziani di Issy e Parigi. Il 26 maggio 1826 fu uno dei 300 sacerdoti ordinati nella cattedrale di Parigi dall'arcivescovo de Quelen.

### Carriera ecclesiastica

#### Gli anni dell'episcopato

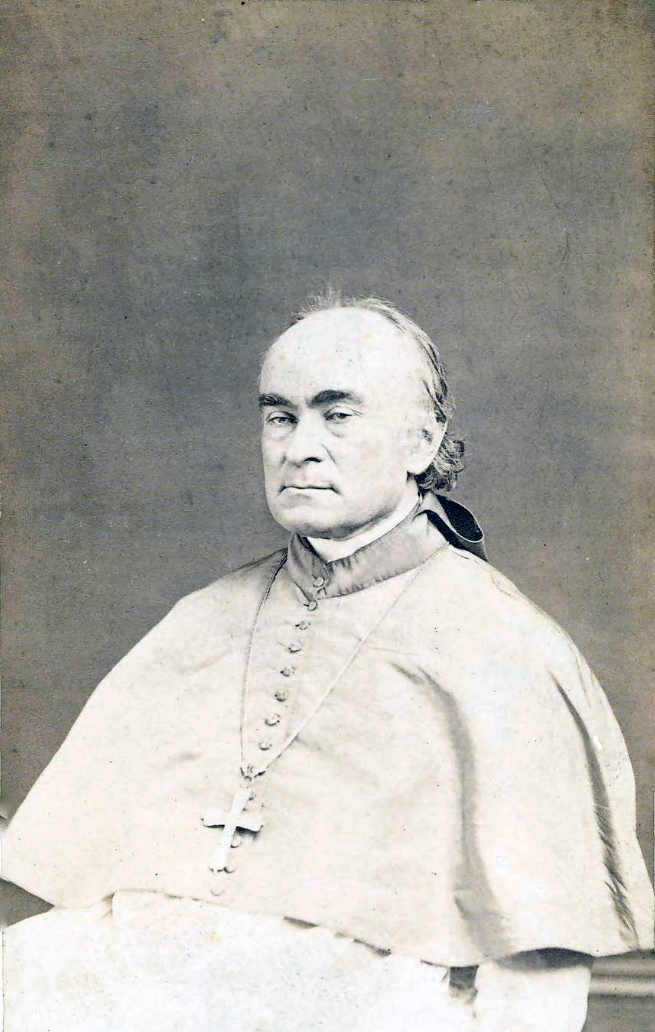
L'arcivescovo in una foto del 1851

Dopo la sua ordinazione, Purcell continuò i suoi studi fino all'autunno del 1827, quando tornò negli Stati Uniti per entrare nel Seminario di Mount St. Mary come professore. In seguito ne divenne rettore, fino alla sua nomina a vescovo di Cincinnati, per succedere a Edward Dominic Fenwick. Purcell ricevette l'avviso della sua nomina nell'agosto del 1833 e fu consacrato vescovo nella cattedrale di Baltimora, il 13 ottobre 1833, dall'arcivescovo James Whitfield. Raggiunse la sua diocesi il 14 novembre 1833. Fu canonicamente installato dal vescovo Benedict Joseph Flaget.
Al suo arrivo nel 1833, il vescovo Purcell si trovò in una città di circa 30 000 abitanti, che aveva solo una chiesa cattolica. La diocesi abbracciava l'intero stato dell'Ohio. Le difficoltà aumentarono, perché presto la marea dell'immigrazione si spostò verso l'Ohio. Gli immigrati dalla Germania e dall'Irlanda arrivavano in migliaia e, dato che molti di loro erano cattolici, fu suo dovere provvedere ai loro bisogni spirituali. Un seminario era stato fondato dal vescovo Fenwick vicino alla cattedrale, ma il numero di studenti era ancora molto piccolo. Era instancabile nel suo lavoro, predicava e teneva conferenze, scriveva articoli per il Telegraph, un giornale cattolico fondato da padre Young, nipote del vescovo Fenwick, il primo giornale cattolico pubblicato nell'Ovest degli Stati Uniti. Diede lezioni in seminario. Alla sua prima ordinazione ha portato al sacerdozio Henry Damian Juncker, in seguito primo vescovo di Alton. Fece costruire diverse chiese.
Fece costruire la nuova cattedrale di San Pietro, che il 13 ottobre 1846 fu consacrata dall'arcivescovo Samuel Eccleston.
Cincinnati fu elevata a sede metropolitana nel 1850. Il pallio fu conferito all'arcivescovo Purcell da papa Pio IX, che allo stesso tempo lo nominò Assistente al soglio pontificio. Nel 1869, l'arcivescovo Purcell partecipò al Concilio Vaticano, in cui si schierò con la minoranza che era contro l'infallibilità papale.
La Chiesa cattolica era vista sfavorevolmente dai non cattolici dell'epoca, a causa della diffusione della letteratura anticattolica. Uno degli eventi più salienti del suo episcopato fu una serie di dibattiti religiosi con Alexander Campbell. La discussione doveva essere rivista, stampata e venduta, e i suoi proventi netti erano da distribuire equamente tra le organizzazioni di beneficenza cattoliche e protestanti. Nel 1853, Purcell contrariò i protestanti di Cincinnati sostenendo che i cattolici non dovevano essere tassati per sostenere le scuole pubbliche. Nello stesso anno creò polemiche quando invitò il cardinale Gaetano Bedini, delegato apostolico di papa Pio IX, a visitare Cincinnati. I rivoluzionari protestanti tedeschi, che erano fuggiti dall'Europa dopo le fallite rivoluzioni del 1848, videro Bedini come un simbolo di oppressione a causa del suo ruolo primario nella repressione della rivoluzione nello Stato pontificio nel 1849. Organizzarono una marcia di protesta nei pressi della residenza di Purcell, dove soggiornava Bedini, il giorno di Natale del 1853. Quando i manifestanti si scontrarono con la polizia, alcuni furono feriti e uno morì.
Fino al 1861, l'arcivescovo Purcell condannò la schiavitù solo in modo '"astratto", sottolineando i "motivi prudenziali" che rendevano l'abolizione mal consigliata, a suo parere. Tuttavia, secondo David J. Endres, «l'arcivescovo Purcell di Cincinnati fu ... il primo vescovo cattolico americano a offrire sostegno pubblico per l'immediata emancipazione degli schiavi».
In tutta la diocesi vi erano parrocchie, chiese e scuole parrocchiali ben organizzate. Quarant'anni prima la diocesi aveva solo pochi preti; nel 1876 poteva contare sull'aiuto di 150 diocesani e di 50 preti regolari e di una popolazione cattolica di 150 000 persone. In risposta agli indirizzi di congratulazioni per l'occasione, egli riferì modestamente il successo alla cordiale assistenza dei preti e al generoso aiuto dei laici. Il grave disastro finanziario che offuscò i suoi ultimi anni va ascritto al suo fratello e confratello sacerdote, padre Edward Purcell, nonché degli effetti a lungo termine del Panico del 1873, noto anche come la Grande depressione. Padre Purcell raccolse i risparmi di persone che diffidavano delle banche, istituzioni instabili fino a quando il governo non adottò il regolamento bancario nazionale. Il fallimento e lo scandalo di Cincinnati avvennero nell'autunno del 1878, poco dopo la fine del Grande sciopero delle ferrovie del 1877. L'arcivescovo morì cinque anni dopo.

## Genealogia episcopale e successione apostolica
La genealogia episcopale è:
- Cardinale Scipione Rebiba
- Cardinale Giulio Antonio Santori
- Cardinale Girolamo Bernerio, O.P.
- Arcivescovo Galeazzo Sanvitale
- Cardinale Ludovico Ludovisi
- Cardinale Luigi Caetani
- Cardinale Ulderico Carpegna
- Cardinale Paluzzo Paluzzi Altieri degli Albertoni
- Cardinale Gaspare Carpegna
- Cardinale Fabrizio Paolucci
- Cardinale Francesco Barberini
- Cardinale Annibale Albani
- Cardinale Federico Marcello Lante Montefeltro della Rovere
- Vescovo Charles Walmesley, O.S.B.
- Arcivescovo John Carroll, S.I.
- Vescovo Benedict Joseph Flaget, P.S.S.
- Arcivescovo James Whitfield
- Arcivescovo John Baptist Purcell

La successione apostolica è:
- Vescovo Ignatius Aloysius Reynolds (1844)
- Arcivescovo John Martin Henni (1844)
- Vescovo Louis Amadeus Rappe (1847)
- Vescovo George Aloysius Carrell, S.I. (1853)
- Vescovo Ireneus Frederic Baraga (1853)
- Vescovo Joshua Maria Young (1854)
- Arcivescovo James Frederick Bryan Wood (1857)
- Vescovo Henry Damian Juncker (1857)
- Vescovo John Henry Luers (1858)
- Vescovo Sylvester Horton Rosecrans (1862)
- Vescovo Peter Joseph Lavialle (1865)
- Vescovo Edward Fitzgerald (1867)
- Vescovo Joseph Projectus Machebeuf (1868)
- Vescovo Ignatius Mrak (1869)
- Vescovo Joseph Gregory Dwenger, C.PP.S. (1872)
- Vescovo Richard Gilmour (1872)